# Jacinto Benavente
Jacinto Benavente (n. 12 august 1866, Madrid - d. 14 iulie 1954), dramaturg spaniol, laureat al  Premiului Nobel pentru Literatură în 1922.

## Motivația Juriului Nobel
"pentru felul fericit în care a continuat ilustrele tradiții ale dramei spaniole".

## Date biografice
Jacinto Benavente s-a născut la Madrid în 12 august 1866. A urmat Dreptul, dar la moartea tatălui său și-a întrerupt studiile, plecând într-o lungă călătorie prin Anglia, Franța și Rusia (unde se spune că ar fi lucrat, între altele, ca director de circ), pentru a se consacra, la întoarcere, pe de-a-ntregul creației literare. A debutat în 1893 cu un volum de versuri și cu o culegere de nuvele, urmate de celebrele Cartas de mujers (Scrisori de femei), în maniera lui Marcel Prévost. Prima sa lucrare dramatică este El nido ajeno (Cuibul străin), a cărei premieră a avut loc la Madrid în 1894.

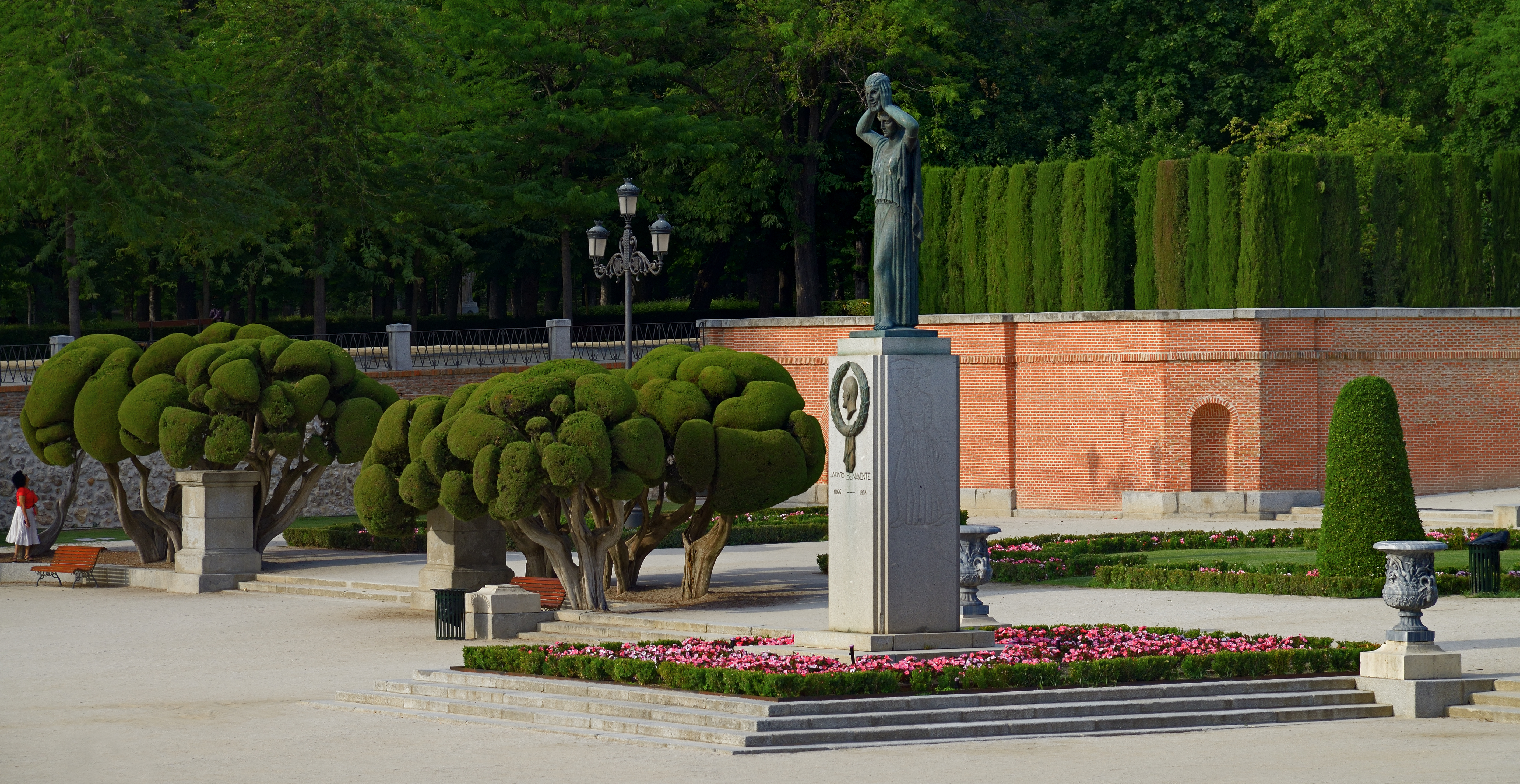
Monument în parcul Retiro, Madrid.

În continuare, an de an, a oferit scenei spaniole câte două sau trei piese, multe dintre ele scrise la cererea expresă - și în conformitate cu necesitățile - celor mai faimoase trupe teatrale din vremea aceea, lucru care îi aduce în scurt timp celebritatea. În 1912, este ales membru al Academiei Spaniole. În 1922, prolificul dramaturg - devenit între timp idolul publicului madrilen - întreprinde un triumfal turneu în ambele Americi, în cursul căruia i se decernează Premiul Nobel, la întoarcere fiind aclamat (și proclamat) ca "principele geniilor spaniole moderne". Dramaturgul a murit la Madrid, în 14 iulie 1954. În parcul Retiro este un monument pentru el.